# Trogotorna persecta
Trogotorna persecta là một loài bướm đêm thuộc họ Noctuidae. Nó được tìm thấy ở Nam Mỹ, bao gồm Brasil.
Con trưởng thành bay vào tháng 1, tháng 4 và tháng 12.